# ۵۲۲ (خورشیدی)
۵۲۲ پانصد و بیست و دومین سال هجری خورشیدی است.

## رویدادها
- به قدرت رسیدن داریوش بزرگ هخامنشی در ایران.